# Rhabdamia nuda
A Rhabdamia nuda a sugarasúszójú halak (Actinopterygii) osztályához a sügéralakúak (Perciformes) rendjéhez, ezen belül a kardinálishal-félék (Apogonidae) családjához tartozó faj.

## Előfordulása
A Rhabdamia nuda az Indiai-óceán északnyugati részén él, a pakisztáni Karacsi közelében.

## Életmódja
Ez a trópusi, tengeri kardinálishal a korallzátonyokon él.